# پاردینیلا
پاردینیلا (به اسپانیایی: Pardinilla) یک منطقهٔ مسکونی در اسپانیا است که در استان اوئسکا واقع شده‌است. پاردینیلا ۲۷ نفر جمعیت دارد و ۸۴۲ متر بالاتر از سطح دریا واقع شده‌است.